# Koperta (jeździectwo)

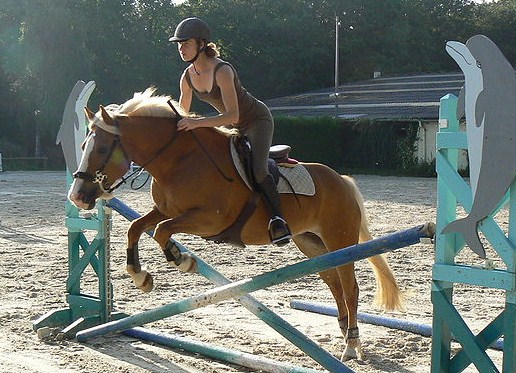
Skok przez kopertę

Koperta – pojedyncza pionowa przeszkoda do skoków konnych, wykorzystywana w ćwiczeniach skoku na wysokość. Zbudowana jest z dwóch stojaków i drągów skrzyżowanych w płaszczyźnie pionowej, gdzie jedna strona drągu spoczywa na kłódce/łyżce a druga na ziemi. Koperta używana jest tylko na treningach, ponieważ w czasie zawodów drągi nie mogą dotykać gruntu.